# Мілан Зіго
Мілан Зіго, словац. Milan Zigo (*1934) — словацький філософ, перекладач, професор Університету Коменського в Братиславі.
До сфери його інтересів належить історія філософії, її вплив на історію науки, особливо фізики, та теорії світоглядного виховання.

## Твори
- D'Alembertovo prírodovedecké dielo a počiatky pozitivizmu, 1960
- Diderotov vývin k materializmu, 1961
- Filozofické východiská a interpretácia vedeckych poznatkov, 1966
- Природознавче коріння філософії / Prírodovedné korene filozofie, 1967
- Bachelardovo úsilie o neoracionalistickú epistemológiu, 1969
- Bachelardova filozofická pozícia v zrkadle jeho topológie filozofií, 1970
- Старий та новий матеріалізм / Starý a nový materializmus, 1970
- Piagetova genetická epistemológia a neoracionalizmus, 1971
- Langevinovo chápanie racionalizmu modernej vedy, 1972
- Racionalizmus vedy a neklasická retrospektíva, 1975
- Pohľady do novovekej filozofie, 1987